# Южный Зеленчукский храм
Северный Зеленчукский храм — древнехристианский храм X—XI века, расположенный на территории Нижне-Архызского городища в долине реки Большой Зеленчук (Карачаево-Черкессия), один из трёх Зеленчукских храмов. Единственный действующий древнехристианский храм Карачаево-Черкесии.

## История
Южный Зеленчукский храм — аланский храм последней трети Х — нач. XI в, расположенный на территории современной Карачаево-Черкесской республики. Храм находится в центре Нижне-Архызского городища в окружении остатков его жилых кварталов и мог принадлежать к усадьбе представителя знати. Кроме того, в пользу приватной функции этого памятника говорят и его скромные размеры.
В конце XIX века храм был сильно перестроен (в его северной стене пробит дверной проем, изначальный вход с западной стороны переложен, сделан карниз под куполом, стены покрыты штукатуркой, а барабан обшит деревом) и стал церковью Александро-Афонского монастыря. Вследствие перепланировки храм до сих остается одним из наименее изученных из всех крестово-купольных церквей Алании. Сведения о древней росписи храма отсутствуют, так как он был грубо расписан монахами в ходе реставрации XIX века. Информация о литургическом устройстве храма, кроме указания епископа Владимира на солею («трибун»), также отсутствует. Кроме того, не прояснённым остается вопрос изначального устройства пола, который, согласно отчету князя Нарышкина, до реставрации был устелен плитами, а ныне скрыт под современным деревянным настилом.
Храм представляет собой трёхапсидное и трёхнефное крестово-купольное здание типа вписанного креста простого извода на четырех квадратных столпах (70х70 см). В бывшей Аланской епархии известно всего три церкви типа вписанного креста: Северный и Южный Зеленчукские и Шоанинский храмы. При этом Южный храм является единственным из трех крестово-купольных храмов типа «простого» извода (то есть без вим). Храм построен из тёсанных плит песчаника, а снаружи он был покрыт тонким слоем штукатурной затирки-обмазки. В кладке стен присутствует различие: в нижней части храма использованы блоки самых крупных размеров, наименьшие — в средней части, и крупнее их — в завершении. Вероятно, храм был покрыт плоскими каменными плитами, наличие же черепичной кровли не установлено. Длина здания — 8,5 м, ширина — 7,75 м (в интерьере 7,70 и 6,16 м соответственно). Подкупольный квадрат асимметричен и имеет длину (1,8 х 2,7 м), сам же овальный купол, вытянутый по оси запад-восток, меньше подкупольного пространства. По мнению В. А. Кузнецова, такая конструкция здания говорит о допущенных строителями просчетах в соотношении общих размеров постройки и её частных соразмерностей, что может свидетельствовать о некоторой теоретической неподготовленности и неопытности зодчего, пытавшегося сочетать новые для него византийские архитектурные каноны с местными приёмами. А. Ю. Виноградов и Д. В. Белецкий, объясняя странность купола, допускают возможность изменения в форме храма в процессе строительства: «Эта странность купола может быть объяснена как невысокой техникой мастеров, которая проявляется в том числе и в неравной ширине боковых нефов, или же гипотетической возможностью изначальной закладки храма в виде базилики с четырьмя опорами, и последующей перестройкой в крестово-купольный храм».
Северный и средний нефы церкви имеют одинаковую ширину, южный же — значительно у́же. Все подпружные арки очень неровные, они у́же столпов, а главное — они просто врубаются в грани столпов, однако не на уровне низко посаженных капителей-импостов, а чуть выше, что свидетельствует об огрублении форм. При этом необычна нигде более не встречающаяся в аланской, а также и в абхазской архитектуре форма некоторых сводов храма, например, ползучих четвертных над боковыми компартиментами.
Угловые компартименты в храме настолько повышены, что рукава креста практически не возвышаются над ними. Так, есть предположение о том, что изначально храм имел уникальное криволинейное покрытие. Апсиды храма полуциркульные и небольшого размера. Средняя из них выступает относительно боковых на 25—30 сантиметров и слегка возвышается над ними. Сами боковые апсиды почти одинаковы по высоте с центральной и переходят в боковые стены храма без всякого разграничения. В окнах апсид Южного храма были использованы ложные арки — конструкции, характерные для горского строительства более позднего времени и не встречающиеся в других аланских храмах. Вероятно, это можно считать признаком участия в строительстве храма артели местных каменщиков. В каждой апсиде имеется по одному окну шириной 65 см. Первоначально в северной и южной стенах храма находились окна, однако они были переделаны монахами в двери шириной в 1 м. По всей видимости, храм был слабо освещен — преимущественно за счет четырех окон в барабане купола.
Дискуссионным является выступ-утолщение в восточной части северного фасада. Кузнецов считал его контрфорсом, сделанным монахами для укрепления стены, которая была ослаблена устроенной в ней нишей. По предположению Пищулиной, этот выступ является результатом «пристройки апсид к существующему прямоугольному объему святилища». А. Ю. Виноградов и Д. В. Белецкий оспаривают эту точку зрения: «Если следовать этой умозрительной и весьма спорной версии, в существующую ныне постройку храма включено более древнее здание, во всех отношениях уникальное, поскольку языческих аланских святилищ такого размера и сохранности, кажется, не известно. однако на всех старых планах выступа на северной стене не имеется. Правда, анализ связующего раствора показал древность этого „контрфорса“. Таким образом, его происхождение, как и многих других форм Южного храма, до более тщательных исследований остается под вопросом».